# Birkfeld
Birkfeld osztrák mezőváros Stájerország Weizi járásában. 2018 januárjában 4992 lakosa volt.

## Elhelyezkedése

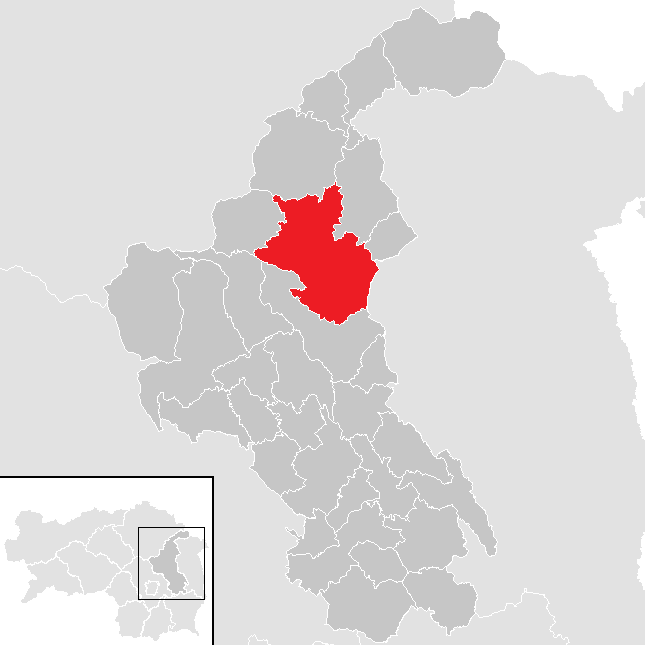
Birkfeld a Weizi járásban

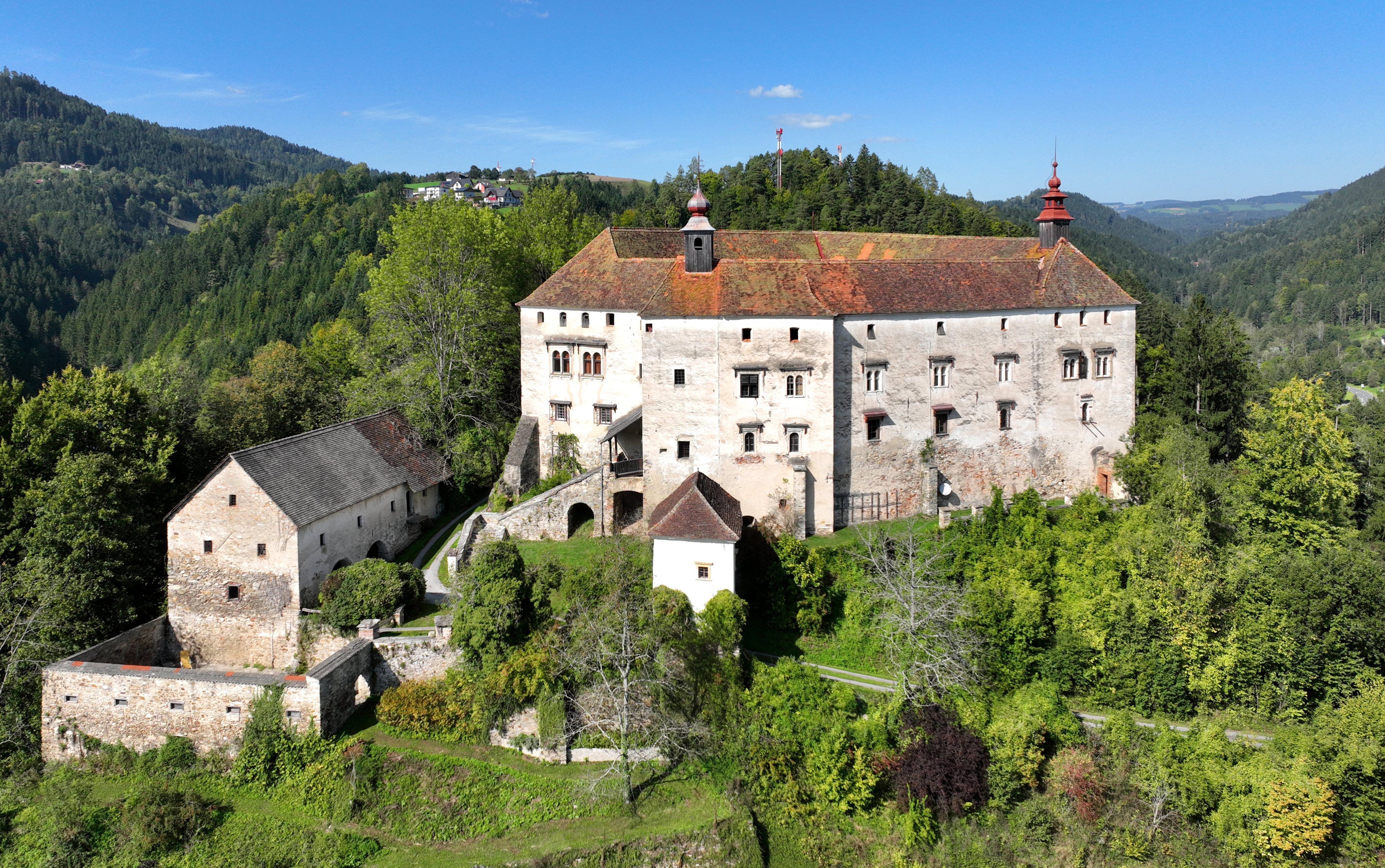
A Frondsberg-kastély

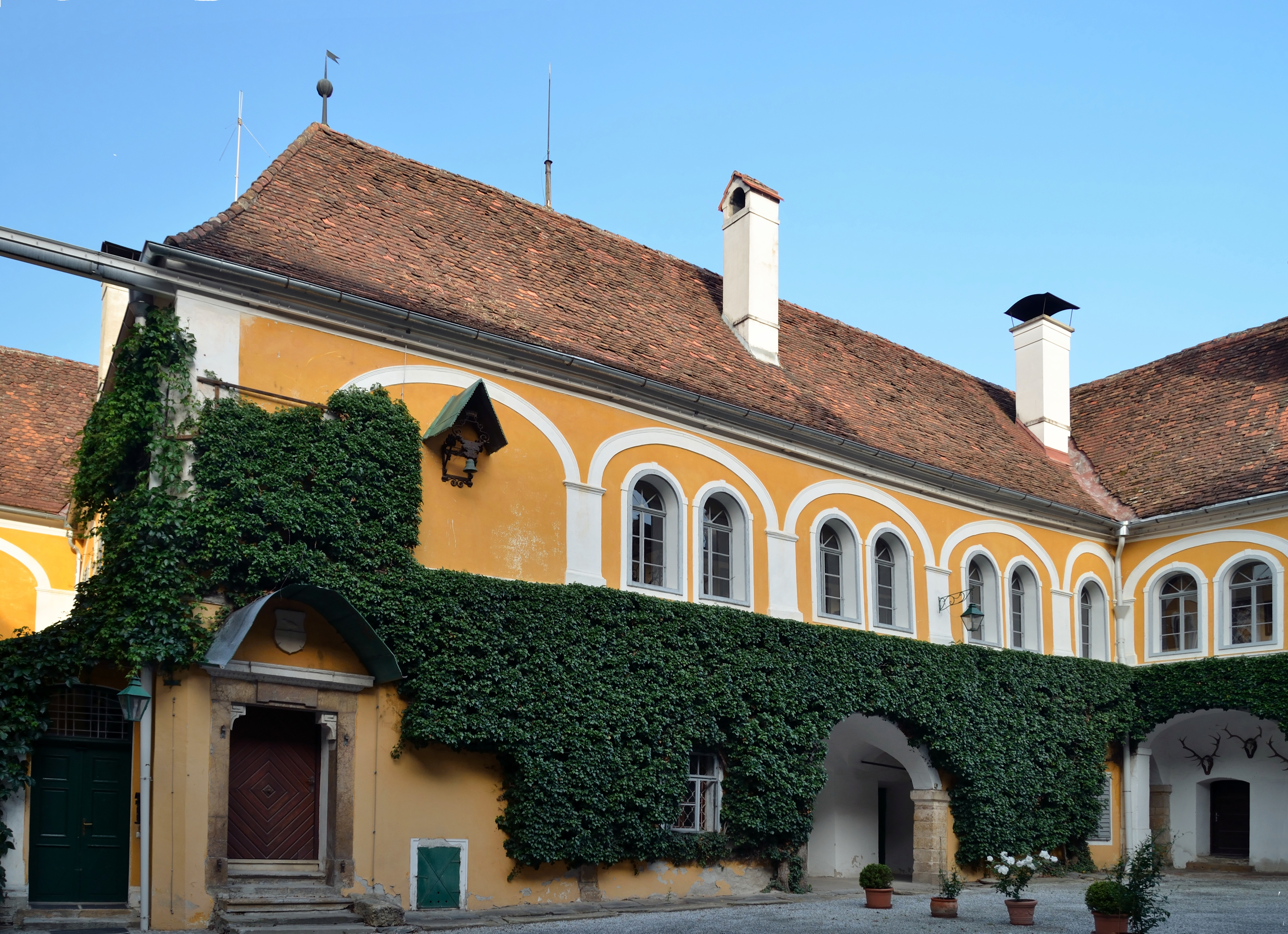
A Birkenstein-kastély

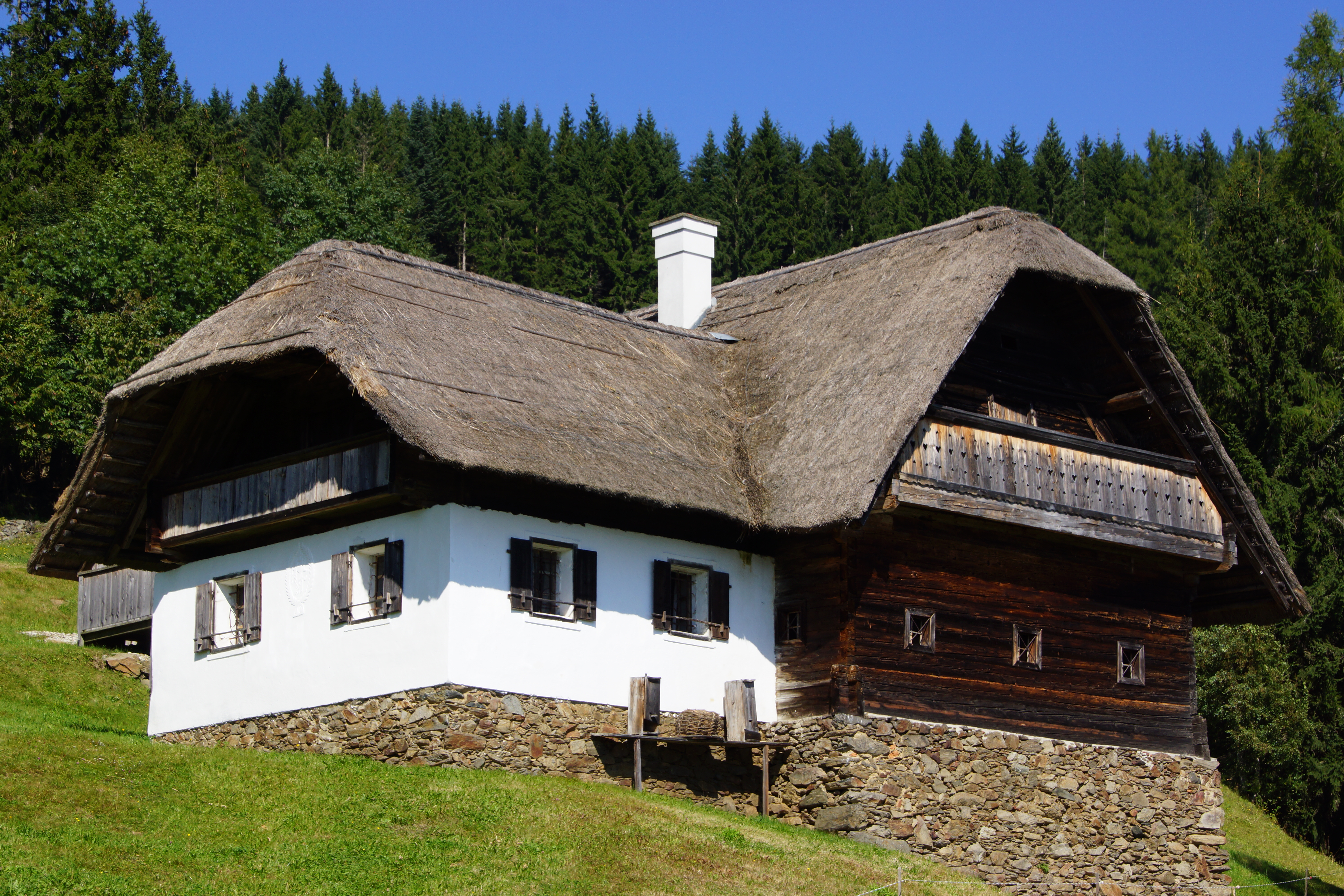
A Schirnerhof

Birkfeld a Grazi-hegyvidék és a Joglland hegyei között helyezkedik el a Feistritz folyó mentén. Az önkormányzat 9 települést egyesít: Aschau (398 lakos 2018-ban), Birkfeld (1634), Gschaid bei Birkfeld (881), Haslau bei Birkfeld (425), Piregg (290), Rabendorf (263), Rossegg (272), Sallegg (91), Waisenegg (738).
A környező önkormányzatok: délre Anger, nyugatra Sankt Kathrein am Offenegg, északnyugatra Gasen, északra Fischbach, északkeletre Strallegg, keletre Miesenbach bei Birkfeld, délkeletre Pöllau.

## Története
Birkfeldet először 1265-ben említik a stájerországi urbáriumban. Mezővárosi jogait 1330-ban nyerte el. A városi önkormányzat 1850-ben alakult meg. Miután Ausztria 1938-ban csatlakozott a Német Birodalomhoz, Birkfeld a Stájerországi reichsgauhoz került. A második világháború után a brit megszállási zónához tartozott.
A 2015-ös stájerországi közigazgatási reform során a szomszédos Gschaid bei Birkfeld, Haslau bei Birkfeld, Koglhof és Waisenegg községeket Birkfeldhez csatolták, amely így a Weizi járás legnagyobb területű önkormányzatává vált.

## Lakosság
A birkfeldi önkormányzat területén 2018 januárjában 4992 fő élt. A lakosságszám 1991 óta (akkor 5558 fő) csökkenő tendenciát mutat. 2015-ben a helybeliek 97,4%-a volt osztrák állampolgár; a külföldiek közül 0,6% a régi (2004 előtti), 1,1% az új EU-tagállamokból érkezett. 2001-ben a lakosok 93,1%-a római katolikusnak, 3,6% pedig felekezeten kívülinek vallotta magát. Ugyanekkor 3 magyar élt a mezővárosban.

## Látnivalók
- a reneszánsz Frondsberg-kastély
- a Birkenstein-kastély a 16. században épült
- a Szt. Péter és Pál-plébániatemplom mai barokk külsejét 1715-ben nyerte el
- Aschau Mária mennybemenetele-plébániatemploma 1480-ban épült gótikus stílusban, a 17. században részben barokkizálták
- Aschau Szt. György-temploma
- Piregg Szt. Lőrinc-temploma
- a Schirnerhof hagyományos stájer parasztház
- a 17. századi vesztőhely három kőoszlopával

## Fordítás
- Ez a szócikk részben vagy egészben  a   Birkfeld című német Wikipédia-szócikk ezen változatának fordításán alapul.  Az eredeti cikk szerkesztőit annak laptörténete sorolja fel. Ez a jelzés csupán a megfogalmazás eredetét és a szerzői jogokat jelzi, nem szolgál a cikkben szereplő információk forrásmegjelöléseként.